# Fibrado vectorial
En matemáticas, un fibrado vectorial es una construcción geométrica donde a cada punto de un espacio topológico (o variedad, o variedad algebraica) unimos un espacio vectorial de una manera compatible, de modo que todos esos espacios vectoriales, "pegados juntos", formen otro espacio topológico (o variedad o variedad diferenciable).
Un ejemplo típico es el fibrado tangente de una variedad diferenciable: a cada punto de la variedad asociamos el espacio tangente de la variedad en ese punto. O considere una curva diferenciable en R, y una a cada punto de la curva la normal de la línea a la curva en ese punto; esto da el "fibrado normal" de la curva. Este artículo trata sobre todo de los fibrados vectoriales reales, con fibras finito-dimensionales. Los fibrados vectoriales complejos son importantes en muchos casos, también; son un caso especial, significando que pueden ser vistos como una estructura adicional en un fibrado real subyacente. 

## Definición y primeras consecuencias
Un fibrado vectorial real viene dado por los datos siguientes: 
- espacios topológicos X (el "espacio de base") y E (el "espacio total")

- una función continua y sobreyectiva π : E → X (la "proyección")

- para cada x en X la estructura de un espacio vectorial real en la fibra π-1({x}) que satisface la condición de compatibilidad siguiente: para cada punto en X hay una vecindad abierta U, un número natural n, y un homeomorfismo

{\displaystyle \varphi \colon U\times {\mathbb {R} }^{n}\to \pi ^{-1}(U)}
tales que para cada punto x en U
* πφ(x, v) = x para todos los vectores v en Rn
* la función v |-> φ(x, v) da un isomorfismo entre el espacio vectorial Rn y π-1({x}).
La vecindad abierta U junto con el homeomorfismo φ se llama una trivialización local del fibrado. La trivialización local muestra que localmente la función π asemeja la proyección de U x Rn en U. 
Un fibrado vectorial se llama trivial  si hay una "trivialización global", es decir si asemeja la proyección X x Rn → X. 
Cada fibrado vectorial π : E → X es sobreyectivo, puesto que los espacios vectoriales no pueden ser vacíos. Cada fibra π-1({x}) es un espacio vectorial real finito-dimensional y por lo tanto tiene una dimensión dx. La función x  |-> dx es localmente constante, es decir es constante en toda componente conexa de X. Si es constante global en X, llamamos esta dimensión el rango del fibrado vectorial. Un fibrado vectorial de rango 1 se llama un fibrado de línea.

## Morfismos
Un morfismo desde el fibrado vectorial π1: E1 → X1 al fibrado vectorial π2: E2 → X2 viene dado por un par de funciones continuas f: E1 → E2 y g: X1 → X2 tales que 
- gπ1 = π2f

- para cada x en X1, la función π1-1({x}) → π2-1({g(x)}) inducida por f es una transformación lineal entre los espacios vectoriales.

La composición de dos morfismos es otra vez un morfismo, y obtenemos la categoría de los fibrados vectoriales. 
Podemos también considerar la categoría de todos los fibrados vectoriales sobre un espacio base fijo X. Como morfismos en esta categoría tomamos esos morfismos de fibrados vectoriales cuya función en el espacio base es la función identidad de X.
(Nótese que esta categoría no es abeliana. El núcleo de un morfismo de fibrados vectoriales no es, en general, un fibrado vectorial de manera natural.)

## Secciones y haces localmente libres
Dado un fibrado vectorial π : E → X y un subconjunto abierto U de X, podemos considerar secciones de π en U, es decir funciones continuas s : U → E con πs = idU. 
Esencialmente, una sección asigna a cada punto de U un vector del espacio vectorial asociado, de una manera continua. Por ejemplo, las secciones del fibrado tangente de una variedad diferenciable no son otra cosa que los campos vectoriales en esa variedad. 
Sea F(U) el conjunto de todas las secciones en U. F(U) contiene siempre por lo menos un elemento: la función s que aplica cada elemento x de U al elemento cero del espacio π-1({x}). Con la suma punto a punto y multiplicación escalar de secciones, F(U) se convierte, también, en un espacio vectorial real. La colección de estos espacios vectoriales es un haz de espacios vectoriales en X. 
Si s es un elemento de F(U) y α : U→ R es una función continua, entonces αs está en F(U). Vemos que F(U) es un módulo sobre el anillo de funciones real-valuadas continuas en U. Además, si OX denota el haz de estructura de funciones continuas a valores reales en X, entonces F se convierte en un haz de OX-módulos. 
No todo haz de OX-módulos surge de esta manera de un fibrado vectorial: solamente los localmente libres. (la razón: localmente estamos buscando secciones de una proyección U x Rn → U; éstas son exactamente las funciones continuas de U → Rn, y una tal función es una n-tupla de funciones continuas U → R.) 
Aún más: la categoría de los fibrados vectoriales reales en X es equivalente a la categoría de los haces localmente libres y finitamente generados de OX-módulos. Podemos pensar los fibrados vectoriales dentro de la categoría de haces de OX-módulos; esta última categoría es abeliana, así que aquí es donde podemos calcular núcleos de morfismos de fibrados vectoriales.

## Operaciones en los fibrados vectoriales
Dos fibrados vectorial en X, sobre el mismo cuerpo, tienen suma de Whitney, con la fibra en cualquier punto dada por la suma directa de fibras. De una manera similar, el producto tensorial y el espacio dual pueden ser introducidos fibra a fibra.

## Variantes y generalizaciones
Los fibrados vectoriales son fibrados especiales, hablando impropiamente, esos donde las fibras son espacios vectoriales. 
Los fibrados vectoriales diferenciables se definen requiriendo que E y X sean variedades diferenciables, π E → X sea una función diferenciable, y las funciones de trivialización local φ sean difeomorfismos. 
Substituyendo espacios vectoriales reales por complejos, obtenemos fibrados vectoriales complejos. Este es un caso especial de reducción del grupo de estructura de un fibrado. Espacios vectoriales sobre otros cuerpos topológicos pueden también ser utilizados, pero eso es comparativamente raro. Si permitimos espacios de Banach arbitrarios en la trivialización local (en vez de solamente Rn), obtenemos fibrados de Banach.
- Datos: Q658429
- Multimedia: Vector bundles / Q658429